# Chano Pozo
Luciano "Chano" Pozo Gonzales (7. januar 1915 i Havanna – 2. december 1948 i New York) var en cubansk percussionist, sanger, danser og komponist.
Pozo blev kendt for sit samarbejde med Dizzy Gillespie, da han i 1947 kom til New York og blev medlem af dennes big band, hvor han var solist på congas. Han var også med til at skrive de to numre "Tin Tin Deo" og "Mantega" sammen med Gillespie; numrene regnes i dag begge som klassikere. Han var ligeledes solist i numrene "Cubana be" og "Cubana bop", skrevet af Gillespie.
Han har endvidere spillet med Charlie Parker, Chico O´Farrill etc. 
Pozo havde stor betydning for udviklingen af latinjazz i USA, hvor han specielt influerede Gillespie og komponisten George Russell.
Pozo nåede også at indspille nogle plader i eget navn, inden han i 1948 blev skudt på en bar i Harlem, grundet et skænderi om noget marijuana, han havde købt.